# Peter Handke
Pour les articles homonymes, voir Handke.
Peter Handke (prononcé en allemand : [ˈpeː.tɐ ˈhant.kə]), né le 6 décembre 1942 à Griffen (Carinthie) dans le sud de l'Autriche, est un écrivain, dramaturge, scénariste, réalisateur et traducteur autrichien.
Il est lauréat du prix Nobel de littérature 2019.

## Biographie

### Jeunes années
Peter Handke est le fils d'une femme faisant partie de la minorité slovène autrichienne et d'un soldat allemand, inconnu,. Peu avant sa naissance, sa mère épouse un autre soldat allemand, conducteur de tramway dans le civil. Le jeune Peter vit avec eux à Berlin-Est avant de retourner à Griffen. L'alcoolisme grandissant de son beau-père Bruno Handke, et l'étroitesse des conditions de vie sociale dans cette petite ville isolée le conduisent plus tard à se révolter continuellement contre les habitudes et les restrictions de la vie.
En 1954, il est interne au lycée catholique d'études classiques de Tanzenberg qu'il décrit ainsi dans Le Recommencement : « Mes cinq ans d'internat ne méritent pas un récit. Les mots : mal du pays, répression, froid, réclusion collective suffisent. La prêtrise que nous étions tous censés avoir pour but ne m'envoya jamais le signe de la vocation […] ; on enlevait ici du matin au soir son enchantement au mystère dont ce sacrement rayonnait encore à l'église du village ». Il se plonge alors dans la lecture d'auteurs comme William Faulkner et Charles Dickens et est impressionné, à 15 ans, par Sous le soleil de Satan de Georges Bernanos qui « l'abreuve du sang noir du catholicisme ». Dans le journal de l'internat, Fackel (La Torche), il publie ses premiers textes. En 1959, il change d'internat et va à Klagenfurt où il obtient en 1961 la « maturité », diplôme qui sanctionne en Autriche la fin des études secondaires. Il entame alors des études de droit à Graz.

### Carrière littéraire
Après ses premiers succès littéraires, il rejoint le groupe Forum Stadtpark der Grazer Gruppe et abandonne ses études en 1965, pour se consacrer entièrement à l'écriture, après que l'éditeur Suhrkamp a accepté son manuscrit Die Hornissen (Les Frelons).
À ses débuts, Peter Handke rejette les modèles dominants de la littérature et se lance dans une révolte langagière et narrative sous l'influence du théâtre de l'absurde et du nouveau roman. Il est également marqué par ses lectures de Franz Kafka, Samuel Beckett et William Faulkner qui l'amènent à réfuter avec violence le réalisme et à prôner une écriture expérimentale. Il se revendique aussi du Wiener Gruppe dont il partage les valeurs et les techniques stylistiques.

Cette influence transparaît dans ses romans (Le Colporteur, L'Angoisse du gardien de but au moment du penalty), ses pièces de théâtre (Kaspar, La Chevauchée sur le lac de Constance) et sa poésie, située entre rêve et évocation de la banalité quotidienne (L'Intérieur de l'extérieur de l'intérieur, Poème bleu). La thématique de ses textes se centre sur l'angoisse procurée par la société contemporaine, l'incommunicabilité et l'errance de l'être dans le monde comme dans le langage. L'auteur se montre soucieux de maîtriser ses effets et manifeste une grande retenue, mêlant un style inventif à des images marquantes. Son travail sur la langue se situe volontairement du côté de la culture moderne littéraire et philosophique autrichienne qui analyse le langage et le met à distance (Karl Kraus, Ludwig Wittgenstein, Fritz Mauthner). L'auteur déclare : 

« La littérature, c'est le langage devenu langage ; la langue qui s'incarne. J'écris avec la respiration, pour découvrir le sacré, celui de la vie. Je crois être un romantique décidé, qui rend grâce à la mémoire. »

En 1966, il réussit une intervention spectaculaire lors de la rencontre du Groupe 47 à Princeton, où il présente sa pièce provocante et avant-gardiste Publikumsbeschimpfung (Outrage au public). Lors de la réception du prix Gerhart Hauptmann en 1967, il exprime sa colère et sa tristesse au sujet de l'acquittement d'un policier qui causa le décès d'un étudiant. Handke est largement marqué par les événements de mai 1968.
Il est le cofondateur de « l'édition de Francfort des auteurs » en 1969 et membre de l'assemblée des auteurs de Graz de 1973 à 1977.
Dans La Courte Lettre pour un long adieu (Der kurze Brief zum langen Abschied), il évoque l'échec de son mariage à travers l'histoire d'un Autrichien qui erre dans toute l'Europe et les États-Unis à la recherche de son épouse. Il part un temps s'installer en région parisienne avant de revenir en Autriche. Ultérieurement, il revient vivre en France.
À partir de la fin des années 1960, Handke entame une collaboration avec le cinéaste Wim Wenders. En 1978, il réalise La Femme gauchère, d'après son propre roman.
Dans les années 1980, il évolue vers une production littéraire plus conventionnelle, ce qui lui vaut des critiques lui reprochant d'être le « chantre d'un idéalisme néo-romantique ou néo-classique »,. Il voyage alors en Alaska, au Japon et en Yougoslavie. Ses récits de voyage Eine winterliche Reise zu den Flüssen Donau, Save, Morawa und Drina oder Gerechtigkeit für Serbien (Un voyage hivernal vers le Danube, la Save, la Morava et la Drina), parus en 1996, où il présente les Serbes comme victimes de la guerre civileInterprétation abusive ?, soulèvent de violentes controverses qui perdurent encore jusqu'à ce jour. Yves Laplace développe notamment ce qu'il présente comme la « déroute » de Peter Handke à ce sujet dans son ouvrage Considérations salutaires sur le massacre de Srebrenica.
En 1999, Handke condamne les bombardements de l'OTAN sur la République serbe. En 2005, l'ex-président Slobodan Milošević, accusé, mais non prouvé coupable, de génocide et de crime contre l'humanité par le Tribunal pénal international pour l'ex-Yougoslavie de La Haye, cite Peter Handke comme témoin pour sa défense. Même si Handke refuse de répondre à cette demande, il écrit un essai s'intitulant Die Tablas von Daimiel (Les Tables de Daimiel) qui porte comme sous-titre Ein Umwegzeugenbericht zum Prozeß gegen Slobodan Milošević (Un rapport testimonial détourné pour le procès contre Slobodan Milošević).
Il a traduit en allemand des œuvres d'Emmanuel Bove, Marguerite Duras, Georges-Arthur Goldschmidt, René Char, Francis Ponge, Patrick Modiano, Walker Percy et Shakespeare. Outre-Rhin, il a également contribué à faire connaître l'un des premiers romans de Julien Green.
En 2012, il publie une pièce, Les Beaux Jours d’Aranjuez : un dialogue d'été, écrite directement en français.

### Engagement politique anti-interventionniste
Le prix Nobel de 2019 a toujours soutenu les politiques de non-interventionnisme à travers le monde : en Yougoslavie mais aussi en Irak, en Syrie, en Libye et ailleurs. Pour lui les États ne sont pas crédibles lorsqu'ils se réclament « protecteurs ou justiciers » et ne sont pas détenteurs de la « vérité ».

### Vie privée
Peter Handke a vécu à Graz, Düsseldorf, Berlin, Paris, Kronberg im Taunus (près de Francfort), aux États-Unis (1978-1979), à Salzbourg (1979-1988) et, depuis 1991, en bordure de la forêt de Meudon à Chaville près de Paris ; il retourne parfois à Salzbourg.
Il est partiellement daltonien, ne distinguant qu'un nombre limité de couleurs.

## Œuvres

### Poésie
- Poème à la durée (1987, trad. Georges-Arthur Goldschmidt)

### Romans, nouvelles et récits
- Les Frelons (1966)
- Bienvenue au conseil d'administration (recueil de nouvelles) (1967)
- Le Colporteur (1967)
- L'Angoisse du gardien de but au moment du penalty (1970)
- La Courte Lettre pour un long adieu (1972, trad. Georges-Arthur Goldschmidt)
- J'habite une tour d'ivoire (1972)
- Le Malheur indifférent (1972, trad. Anne Gaudu, 1975)
- L'Heure de la sensation vraie (1975, trad. Georges-Arthur Goldschmidt)
- Faux Mouvements (1975)
- La Femme gauchère (1976, trad. Georges-Arthur Goldschmidt)
- Le Poids du monde (journal, novembre 1975-mars 1977) (1977, trad. Georges-Arthur Goldschmidt)
- Lent Retour (1979, trad. Georges-Arthur Goldschmidt)
- Histoire d'enfant (1981, trad. Georges-Arthur Goldschmidt)
- L'Histoire du crayon, carnet (1982, trad. Georges-Arthur Goldschmidt)
- Le Chinois de la douleur (1983)
- Le Recommencement (1986)
- L'Absence (1987, trad. Georges-Arthur Goldschmidt)
- L'Après-midi d'un écrivain (1987, trad. Georges-Arthur Goldschmidt)
- Mon année dans la baie de Personne (1994, trad. Claude-Eusèbe Porcell)
- Un voyage hivernal vers le Danube, la Save, la Morava et la Drina (1996)
- Par une nuit obscure je sortis de ma maison tranquille (1997, trad. Georges-Arthur Goldschmidt)
- La Perte de l'image ou par la Sierra de Gredos (2002)
- Don Juan (2004)
- À ma fenêtre le matin, Paris, Verdier (2006)
- Kali (2006, trad. Georges-Arthur Goldschmidt)
- La Nuit morave (2008, trad. Olivier Le Lay)
- Les Coucous de Velika Hoča (2011, trad. Marie-Claude Van Landeghem)
- La Grande Chute (2011, 2014 en français trad. Olivier Le Lay)
- Hier en chemin : Carnets, novembre 1987-juillet 1990 (2011, trad. Olivier Le Lay)
- Une année dite au sortir de la nuit (2012, trad. Anne Weber)
- La Voleuse de fruits ou aller simple à l'intérieur du pays (2020, trad. Pierre Deshusses)
- La deuxième épée (2022, trad. Julien Lapeyre de Cabanes, 124 pages)  (ISBN 978-2-07-291784-4)
- Dialogues intérieurs à la périphérie: Notes, 2016-2021 (2024, trad. Laurent Margantin)
- Ma journée dans l’autre pays. Une histoire de démons (2024, trad. Julien Lapeyre de Cabanes, 70 pages)  (ISBN 978-2-07-297038-2)
- Tête-à-tête (à paraître en novembre 2025)

### Pièces de théâtre
- Outrage au public (Publikumsbeschimpfung, L'Arche, 1966)
- Introspection (1966)
- Prédiction (1966)
- Appel au secours (1967)
- Kaspar (L'Arche, 1967)
- Le pupille veut être tuteur (1969)
- Quodlibet (1970)
- Le Vent et la Mer (pièces radiophoniques)[pas clair] (1970)
- La Chevauchée sur le lac de Constance (L'Arche, 1971)
- Les gens déraisonnables sont en voie de disparition (L'Arche, 1974)
- Par les villages (1981, Über die Dörfer)
- Voyage au pays sonore ou l'Art de la question (1989)
- L'Heure où nous ne savions rien l'un de l'autre (1992)
- Préparatifs d'immortalité (L'Arche, 1997)
- Toujours la tempête (2010, trad. Olivier Le Lay, 2012)
- Les Beaux Jours d’Aranjuez : un dialogue d'été, Le Bruit du temps, 2012
- Souterrain-Blues, Gallimard, 2013
- Les Innocents, moi et l'inconnue au bord de la route départementale, Gallimard, 2019

### Essais
- Espaces intermédiaires : Entretiens (1969, trad. Georges-Arthur Goldschmidt, 1992)
- La Leçon de la Sainte-Victoire (1980, trad. Georges-Arthur Goldschmidt)
- Essai sur la fatigue (1989)
- Encore une fois pour Thucydide (1990, trad. Georges-Arthur Goldschmidt)
- Essai sur le juke-box (1990)
- Essai sur la journée réussie (1991)
- Quelques notes sur le travail de Jan Voss (1995)
- Milos Sobaïc (avec Dimitri Analis), essai sur le peintre yougoslave (2002)
- Autour du grand tribunal (2003)
- Essai sur le Lieu Tranquille (2012, 2014 en français, trad. Olivier Le Lay)
- Essai sur le fou de champignons (2013, 2017 en français, trad. Pierre Deshusses)
- Conférence du Nobel (2020, trad. Pierre Deshusses)

### Cinéma et télévision

#### Réalisations
- 1971 : Chronik der laufenden Ereignisse (film TV)
- 1978 : La Femme gauchère (Die linkshändige Frau), d'après son roman
- 1992 : L'Absence

#### Scénarios
- 1969 : Publikumsbeschimpfung, de Claus Peymann (film TV)
- 1969 : Drei Amerikanische LP's, de Wim Wenders (film TV)
- 1972 : L'Angoisse du gardien de but au moment du penalty, de Wim Wenders (d'après le roman éponyme)
- 1975 : Faux Mouvement (Falsche Bewegung), de Wim Wenders
- 1981 : Les Ailes de la colombe, réalisé par Benoît Jacquot d'après le roman éponyme d'Henry James
- 1987 : Les Ailes du désir (Der Himmel über Berlin), de Wim Wenders
- 1998 : La Cité des anges (City of Angels), de Brad Silberling
- 2016 : Les Beaux Jours d'Aranjuez, de Wim Wenders

## Prix
- 1967 : prix Gerhart Hauptmann
- 1973 : prix Georg-Büchner
- 1978 : prix Georges-Sadoul
- 1979 : prix Franz-Kafka (Klosterneuburg)
- 1985 : prix Franz-Nabl
- 2002 : America Award in Literature (en)
- 2006 : prix Heinrich Heine (décline le prix)
- 2009 : prix Franz-Kafka (Prague)
- 2012 : Mülheimer Dramatikerpreis
- 2014 : prix international Ibsen, en récompense de son « œuvre hors pair, dans sa beauté formelle et sa réflexion brillante »[17]
- 2016 : prix Würth de littérature européenne (Würth-Preis für Europäische Literatur/Stuttgart)
- 2018 : prix Nestroy de Théâtre pour l'ensemble de son œuvre[18]
- 2019 : prix Nobel de littérature[3]

## Controverses

### Funérailles de Milošević
Ses écrits ont déclenché une polémique pour certains lorsqu'il est intervenu en faveur de la Serbie. Le 18 mars 2006, il assiste aux funérailles de Slobodan Milošević mort en prison à La Haye et déclare : 

« Le monde, le soi-disant monde sait tout sur la Yougoslavie, la Serbie. Le monde, le soi-disant monde, sait tout sur Slobodan Milošević. Le soi-disant monde connaît la vérité. C'est pour ça que le soi-disant monde est absent aujourd'hui, et pas seulement aujourd'hui, et pas seulement ici. Le soi-disant monde n'est pas le monde. Moi, je ne connais pas la vérité. Mais je regarde. J'écoute. Je ressens. Je me souviens. Je questionne. C'est pour ça que je suis aujourd'hui présent, près de la Yougoslavie, près de la Serbie, près de Slobodan Milosevic. »

Cette intervention entraîne l'annulation par l'administrateur général de la Comédie-Française, Marcel Bozonnet, des représentations de sa pièce Voyage au pays sonore ou L'art de la question prévues pour 2007.
Handke bénéficie du soutien du monde de la culture, lequel, dans son ensemble, considère cet acte comme une censure injustifiée. Une pétition contre la censure de son œuvre circule et rassemble des personnalités comme Emir Kusturica, Patrick Modiano, Paul Nizon, Bulle Ogier, Luc Bondy ou encore sa compatriote Elfriede Jelinek, lauréate du prix Nobel de littérature en 2004.

### Prix Heinrich Heine
La même année, une polémique éclate à Düsseldorf où le prestigieux prix Heinrich Heine est décerné à Handke. Mais le conseil de la ville refuse de lui remettre la récompense, spécialement dotée de 50 000 euros pour célébrer le 150e anniversaire de la mort du poète. De même, deux jurés du prix démissionnent pour protester contre ce choix.
Afin de ne pas faire enfler la polémique, Peter Handke renonce finalement à la distinction. Il décline également l'offre des comédiens Rolf Becker et Käthe Reichel de lui offrir un prix Heine alternatif de la ville de Berlin, dotée d'une somme équivalente et déclare que cela le « renforcerait dans le statut de paria et de coupable ; celui d'avoir commis le crime de penser différemment et d'avoir un autre point de vue sur l'histoire de la Yougoslavie. »

### Condamnation duNouvel Observateur
Le 4 décembre 2007, la 17e chambre civile du TGI de Paris a jugé Le Nouvel Observateur coupable de diffamation envers Peter Handke pour un article publié le 6 avril 2006 et signé de Ruth Valentini sous le titre « Handke à Pozarevac », dans la rubrique « Sifflets ». Le tribunal reproche à l’article l'allégation selon laquelle, par sa présence aux obsèques de Slobodan Milošević, Peter Handke aurait pu « approuver le massacre de Srebrenica et d'autres crimes dits de purification ethnique » et rejette l'excuse de la bonne foi.
Le journal et son directeur de la publication ont dû payer un euro de dommages et intérêts ainsi que 2 500 € au titre de frais de justice.

### Radio
- « Peter Handke », France Culture, À voix nue, 5 épisodes de 28 min, du 8 au 13 juillet 2013.

### Filmographie
- 2016 : Peter Handke: Bin im Wald. Kann sein, dass ich mich verspäte..., documentaire de Corinna Belz, présentation sur imdb.com.